# Буковниця
Буковниця (словен. Bukovnica) — поселення в общині Моравське Топлице, Помурський регіон, Словенія. Висота над рівнем моря: 204,8 м.